# Chimarra usitatissima
Chimarra usitatissima är en nattsländeart som beskrevs av Oliver S. Flint Jr. 1971. Chimarra usitatissima ingår i släktet Chimarra och familjen stengömmenattsländor. Inga underarter finns listade i Catalogue of Life.